# Principe de Pigou-Dalton
 (janvier 2023).
Le principe de Pigou-Dalton postule qu'un transfert de richesse d'un individu à un autre individu plus pauvre doit se traduire par la réduction des inégalités. Il faut néanmoins que la hiérarchie de richesse ne soit pas inversée à l'issue des transferts. Cette condition de transfert est remplie par de nombreuses mesures numériques des inégalités de revenu, comme par exemple le coefficient de Gini.

## Formalisation

### Notations
Considérons une population finie de taille {\displaystyle N}. On note  {\displaystyle y_{k}}  le revenu de l’individu {\displaystyle k} ({\displaystyle k\in \{1,\dots ,N\}}). On désigne par {\displaystyle \mathbf {y} =(y_{1},\ldots ,y_{k},\ldots ,y_{N})} le vecteur de revenus et par {\displaystyle I} une mesure d’inégalité, de telle sorte que {\displaystyle I(\mathbf {y} )} représente la valeur prise par {\displaystyle I} sur le vecteur {\displaystyle \mathbf {y} }. En clair, {\displaystyle I} est une fonction mathématique qui, au vecteur {\displaystyle \mathbf {y} }, renvoie un nombre réel positif reflétant le degré d'inégalité de la distribution {\displaystyle \mathbf {y} }.

### Principe de transferts (Pigou, 1912; Dalton, 1920)
Soit {\displaystyle {\tilde {\mathbf {y} }}=(y_{1},\dots ,y_{k}+\delta ,\dots ,y_{\ell }-\delta ,\dots ,y_{N})},  
avec {\displaystyle y_{k}\leq y_{\ell }} et {\displaystyle 0<\delta <{\frac {y_{\ell }-y_{k}}{2}}} (la dernière condition assure que le transfert n'inverse pas la hiérarchie de richesse entre les individus).
La mesure {\displaystyle I} satisfait au principe de transferts de Pigou-Dalton si et seulement si {\displaystyle I({\tilde {\textbf {y}}})\leq I({\textbf {y}})}. 
Un transfert de Pigou-Dalton se traduit sur la mesure  {\displaystyle I} par une baisse du niveau d’inégalité.

## Liens avec la courbe de Lorenz
Il existe une correspondance entre le critère de Pigou-Dalton et celui associé à la courbe de Lorenz :
- une fois effectué un transfert de Pigou-Dalton, la courbe de Lorenz associée à la nouvelle distribution est toujours au-dessus de celle correspondant à la première distribution (traduisant une moindre inégalité) ;
- si l'on considère deux courbes de Lorenz, on peut obtenir celle qui correspond à la situation moins inégalitaire à partir de l'autre par un certain nombre de transferts de Pigou-Dalton

On dit qu'un critère respecte la condition de Pigou-Dalton-Lorenz s'il conduit à considérer une distribution établie à partir de transferts de Pigou-Dalton comme moins inégale que la distribution initiale.